# Manuel I. Komnenos
Manuel I. Komnenos (řecky Μανουήλ Α' Κομνηνός, Manouēl I Komnēnos; 28. listopadu 1118 – 24. září 1180) byl byzantský císař z dynastie Komnenovců, jenž panoval v převratném období dějin Byzance a východního Středomoří.
Manuel usiloval o obnovu někdejší slávy a velmocenského postavení byzantské říše a proto prováděl energickou a ambiciózní zahraniční politiku. V průběhu své vlády uzavřel spojenecké svazky s papežem a sílícími západními státy, vpadl do Itálie, zdárně se vypořádal s průchodem účastníků druhé křížové výpravy byzantským územím, vynutil si poddanství antiochijského knížectví a udržoval přátelské styky s jeruzalémským královstvím. Ve spojení s jeruzalémskými vládci čelil muslimské ofenzívě ve Svaté zemi a svým námořnictvem podpořil společnou invazi do Egypta, ovládaného Fátimovci. Kombinací diplomacie a agresivních vojenských tažení, namířených proti nepřátelům na západě i na východě, Manuel přetvořil politickou mapu Balkánu a východního Středomoří. Nicméně ke konci Manuelovy vlády byly jeho úspěchy na východní hranici znehodnoceny vážnou porážkou u Myriokefala, která byla z velké části důsledkem jeho nadměrného sebevědomí, neboť nerozvážně napadl dobře opevněné seldžucké Turky.
Manuel byl znám tím, že dokázal v těch, kteří mu sloužili, vzbudit velkou míru oddanosti ke své osobě. V historickém díle sepsaném Manuelovým tajemníkem Ioannem Kinnamem je vychvalován jako hrdina, jenž oplýval všemi myslitelnými ctnostmi. Kladného hodnocení se Manuelovi dostalo rovněž od kritičtěji píšícího dějepisce Nikety Choniata a výtečné pověsti se těšil i u západních křižáků, s nimiž udržoval čilé kontakty. Moderní historikové se však o něm zmiňují méně pozitivně, přičemž někteří z nich tvrdí, že své velké moci nedosáhl vlastním přičiněním, nýbrž ji nabyl zásluhou svých předků. V souvislosti s tím upozorňují na rapidní pokles byzantské moci po Manuelově smrti a příčiny tohoto úpadku spatřují již v době jeho vlády.

## Život

### Nástup na trůn
Manuel se narodil 28. listopadu 1118 jako čtvrtý syn Jana II. Komnena a uherské princezny Ireny. Jevilo se tedy velmi nepravděpodobným, že by se mohl chopit trůnu. V mládí se Manuel účastnil tažení svého otce a během výpravy v Anatolii v letech 1139 až 1141 se vyznamenal, když odvážným, třebaže poněkud unáhleným útokem napadl houf nepřátel. Jan ho za tento nerozvážný skutek ostře pokáral, vnitřně na něho ale Manuelova udatnost velice zapůsobila. V rámci své diplomatické politiky sjednal Jan svatbu Manuela s Bertou ze Sulzbachu, švagrovou římsko-německého krále Konráda III. Manuelův sňatek s Bertou, jež přijala řecké jméno Irena, se však uskutečnil až v roce 1146. Jan měl zřejmě v úmyslu vytvořit pro Manuela závislou doménu, sestávající z Kilíkie, Kypru a Koile Sýrie. Nicméně po náhlé smrti dvou Manuelových starších bratrů se rozhodl učinit Manuela svým nástupcem na úkor svého třetího syna Izáka. 5. dubna 1143 byl Manuel prohlášen císařem.

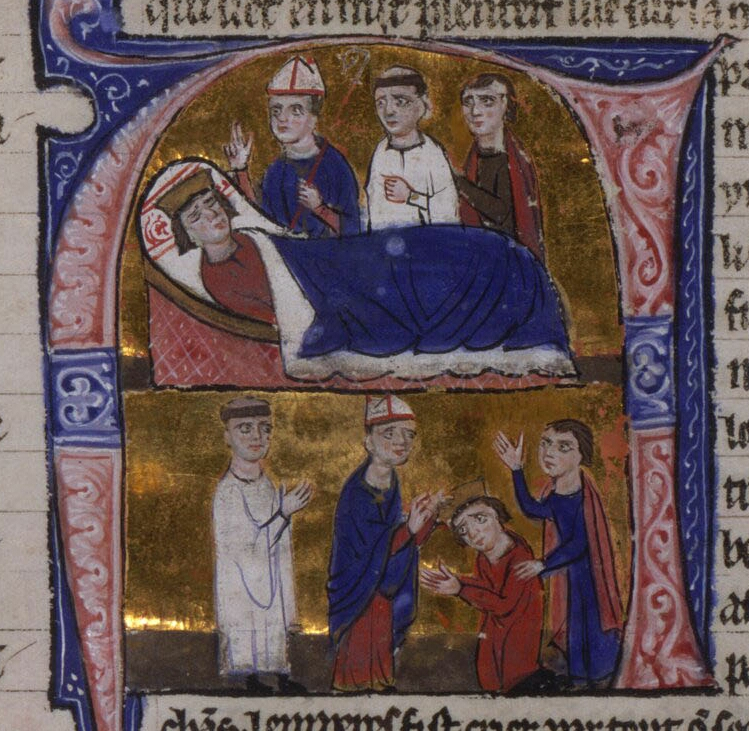
Smrt Jana II. a korunovace Manuela

Nástupnictví Manuela nebylo ovšem dosud jisté, neboť v době Janovy smrti se nacházel společně s otcem v Kilíkii, daleko od Konstantinopole. Manuelův bratr Izák, jeho potenciálně nejvážnější soupeř, tehdy pobýval v konstantinopolském Velkém paláci, kde měl přístup k císařské pokladnici. Manuel si byl vědom nezbytnosti urychleného návratu do hlavního města kvůli zabezpečení trůnu, před tím ale musel vykonat nutné ceremonie související s otcovým pohřbem, jež trvaly dalších třicet dní. Neprodleně proto odeslal Ioanna Axucha, Janova osobního přítele a důvěrníka, jehož potvrdil v hodnosti velitele armády (megas domestikos), do Konstantinopole, aby Izáka zadržel. Axuch dorazil do města ještě dříve, než se zde stačila rozšířit zpráva o Janově úmrtí. Udělením štědrého daru duchovním zajistil Axuch loajalitu církve vůči Manuelovi, který vstoupil v červenci do Konstantinopole, načež byl novým patriarchou Michaelem Kurkuem v srpnu korunován za císaře. O několik dní později nechal Manuel propustit Izáka, s nímž se pak usmířil.
Manuel převzal vládu nad říší, jež musela čelit nesnadným výzvám. Ve druhé polovině 11. století ukončili jihoitalští Normané byzantskou kontrolu nad jižní částí Apeninského poloostrova. Zhruba v téže době zaplavili turečtí nomádi Anatolii a odňali tuto zemi Byzantincům. V Levantě vznikly křižácké státy, s nimiž Byzanc udržovala značně ambivalentní vztahy. Manuel cítil silnou náklonnost vůči Latinům a jejich způsobům, což ovlivňovalo jeho zahraničněpolitické směřování. V počátcích svého panování se věnoval především záležitostem na Západě, naproti tomu rostoucí hrozbu ztělesňovanou seldžuckými Turky v Malé Asii přehlížel.

### Druhá křížová výprava, vztahy s křižáky

#### Podrobení Antiochie a postup k Ikoniu
Manuel se již v roce 1144 musel zabývat situací na východní hranici, jelikož antiochijský kníže Raimond z Poitiers využil Janovy smrti ke vpádu do Kilíkie, kde obsadil několik pevností a měst. Císař vyslal proti Raimundovi pozemní síly společně s námořnictvem, jemuž velel Demetrios Branas. Raimondova armáda byla následně obrácena na útěk, zatímco byzantské loďstvo vyplenilo pobřežní oblasti antiochijského knížectví. Poměry mezi křižáky a Byzantinci se však zásadně změnily na konci téhož roku, kdy mosulský atabeg Zengí dobyl Edessu, čímž vyvrátil křižácké edesské hrabství. Raimond seznal, že další přežití Antiochie závisí na byzantské podpoře, protože ze Západu nemohl očekávat okamžitou pomoc. Odcestoval tudíž do Konstantinopole, aby se poníženě ucházel o císařovu ochranu. Požadovaná podpora mu byla přislíbena teprve poté, co se pokořujícím způsobem Manuelovi podvolil.
V roce 1146 shromáždil Manuel své vojsko v pevnosti Lopadion, odkud se vypravil na trestné tažení proti Mesudovi I., seldžuckému vládci rúmského sultanátu, jenž opakovaně napadal byzantské pozice v západní Anatolii a Kilíkii. Aniž by usiloval o stálé územní zisky, podnikl císař odvážný vpád na turecké teritorium, během něhož postoupil až k Ikoniu (dnešní Konya), seldžuckému hlavnímu městu. Byzantské vojsko nejprve zvítězilo nad Turky u Akroinu (Afyonkarahisar) a pak obsadilo a srovnalo se zemí silně opevněné město Philomelion (Akşehir), jehož zbývající křesťanská populace byla přesídlena. Při dobývání Philomelia byl Manuel zasažen šípem na noze. Byzantinci poté dosáhli Ikonia a zpustošili jeho okolí, nicméně vzhledem k mohutnosti jeho hradeb se ho nepokusili zmocnit, nýbrž se odebrali na zpáteční pochod, při němž byli vytrvale znepokojováni tureckými přepady. Jedním z Manuelových motivů k uspořádání tohoto tažení byla patrně jeho snaha oslnit západní rytíře svojí oddaností ideálům křížových výprav. Historik Ioannes Kinnamos se navíc zmiňuje o tom, že se Manuel chtěl ukázat jako zdatný válečník před svou nastávající chotí.

#### Příchod křižáků

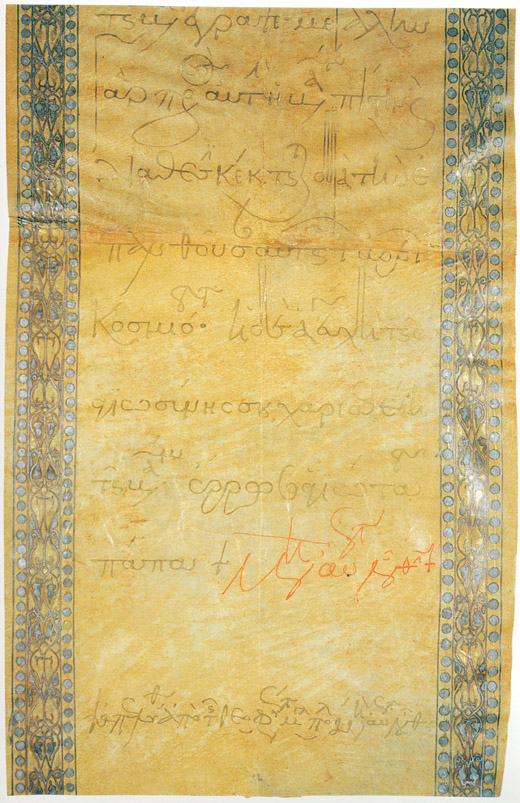
Manuelův dopis papeži Evženovi III. vztahující se ke křížové výpravě (rok 1146)

Už v průběhu kampaně v Anatolii obdržel Manuel od francouzského krále Ludvíka VII. dopis, jímž císaře zpravil o svém záměru vést byzantským územím vojenskou výpravu k záchraně křižáckých států ve Svaté zemi. V době, kdy se Manuel chystal zahájit nové tažení proti Ikoniu, se k balkánským hranicím říše přiblížilo vojsko římsko-německého krále Konráda III., který žádal o poskytnutí zásob a možnost přepravy svých mužů přes Bospor. Mnozí z Byzantinců se vzhledem k přetrvávajícím vzpomínkám na okolnosti první křížové výpravy obávali křižáků a k jejich motivům chovali krajní nedůvěru. Ve svém postoji byli utvrzováni četnými projevy ničení a loupežení, prováděnými neukázněnými davy příchozích ze Západu, zejména Němců.
| „                   | V době, kdy uchopil císař Manuel do svých rukou kormidlo státu, nakupila se na západě mračna nepřátel a valila se za výhružného a neblahého halasu směrem k romájským hranicím. Mám na mysli tažení Alamanů, ke kterému se připojily také další národy Alamanům příbuzné. Dokonce i ženy táhly v jejich řadách, statně seděly s rozkročenýma nohama po mužském způsobu v sedle... Jako důvod uváděli, že vytáhli kvůli Svatému hrobu... | “ |
| — Niketas Choniates | |   |

Obezřetný Manuel učinil řadu opatření, v rámci nichž preventivně posílil byzantské posádky ve městech podél trasy pochodu a nechal opravit konstantinopolské hradby. Naléhal rovněž na oba křižácké vládce, aby se zaručili za bezpečnost jeho území. Navzdory těmto přípravám docházelo mezi Řeky a Franky k četným srážkám a otevřeným i skrytým aktům nepřátelství, do nichž se zapojil i švábský vévoda Fridrich, Konrádův synovec a nástupce. 10. září 1147 stanuli Němci, s nimiž postupovala taktéž řada jiných rytířů, včetně Čechů vedených knížetem Vladislavem II., před Konstantinopolí a krátce nato se přeplavili do Malé Asie. Začátkem října dorazilo k byzantskému hlavnímu městu francouzské vojsko vedené králem Ludvíkem.
| „             | Konstantinopol je slávou Řeků. Proslulý v pověsti, ale ještě proslulejší nyní bohatstvím, je to město ve tvaru trojúhelníku... | “ |
| — Odo z Deuil | |   |

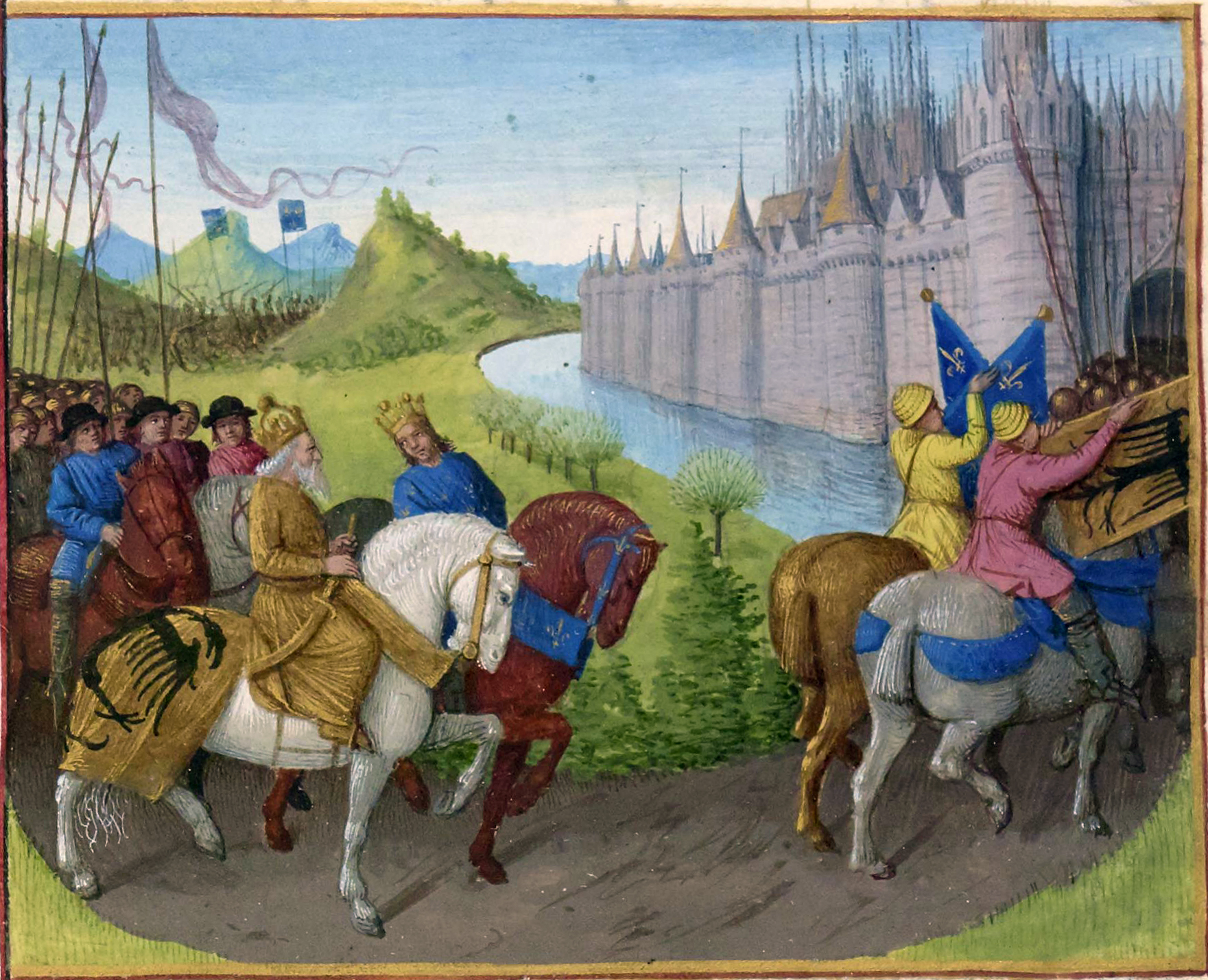
Příchod účastníků druhé křížové výpravy před hradby Konstantinopole (malba od Jeana Fouqueta)

U Nikaie se Francouzi setkali se zbytky Konrádových Němců, kteří byli poté, co se vypravili k Ikoniu, rozdrceni Seldžuky nedaleko Dorylaia (poblíž nynějšího Eskişehiru). Při společném postupu k Efesu Konrád vážně onemocněl, načež se odebral do Konstantinopole a strávil zde nadcházející zimu. Po Konrádově uzdravení obstaral Manuel loď, jež krále dopravila do Svaté země. Císař využil Konrádova pobytu k napravení diplomatických vztahů narušených předchozími rozmíškami mezi křižáky a Byzantinci, přičemž přesvědčil římsko-německého krále k obnovení spojenectví proti Rogerovi II. Sicilskému. Ovšem v roce 1152 Konrád III. zemřel a Manuelovi se i přes opakované pokusy nepodařilo sjednat alianci s Fridrichem I. Barbarossou, jenž se ujal vlády nad Svatou říší římskou.

#### Vyplenění Kypru, Manuel v Antiochii

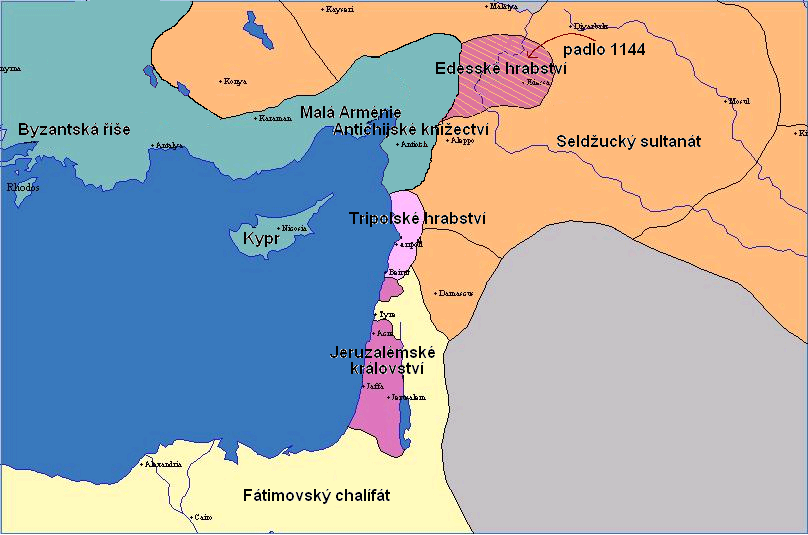
Antiochijské knížectví pod byzantskou svrchovaností

V roce 1156 byla Manuelova pozornost upoutána vývojem v Antiochii, jejíž nový kníže, Renaud z Châtillonu, vypověděl poslušnost vůči císaři a o dva roky později napadl společně s Armény Byzantinci kontrolovaný Kypr. Při tom zadržel Ioanna Komnena, císařova synovce spravujícího ostrov, a vojevůdce Michaela Branase. Latinský historik Vilém z Tyru odsuzoval tento válečný čin proti křesťanským souvěrcům a podrobně vylíčil krutosti spáchané Reunadovými muži při pustošení Kypru. Mnoho přeživších obyvatel bylo Renaudovými vojáky zmrzačeno a oloupeno o veškerý majetek. Některé ze zohavených zajatců nechal Renaud dopravit do Konstantinopole, čímž chtěl demonstrovat svůj vzdor a opovržení vůči císaři. Na tuto urážku zareagoval Manuel velice energicky a již v zimě 1158 až 1159 vytáhl v čele obrovského vojska do Kilíkie. Rychlost jeho postupu překvapila arménského knížete Thorose II., jenž se podílel na útoku proti Kypru. Kilická města se ihned poddala Manuelovi, zatímco Thoros vyhledal záchranu v útěku do hor.
Zprávy o příchodu Byzantinců se mezitím rozšířily v Antiochii. Renaud si uvědomoval, že není schopen čelit Manuelově moci, neboť nemohl očekávat podporu od jeruzalémského krále Balduina III., který nesouhlasil s Renaudovým vpádem na Kypr a uzavřel smlouvu s císařem. Izolovaný a spojenci opuštěný Renaud se proto rozhodl podrobit císaři, jehož v šatu kajícníka poníženě žádal o odpuštění. Podle popisu Viléma z Tyru Manuel po dlouhý čas nevěnoval Renaudovi pozornost a místo toho nerušeně konverzoval s osobami ve svém okolí. Když vzal Renaudovu přítomnost konečně na vědomí, stanovil si tři podmínky: neprodlené odevzdání antiochijské citadely Byzantincům, nahrazení latinského patriarchy řeckým a poskytnutí vojenského kontingentu. Teprve poté, co se Renaud svým slibem zavázal vyhovět těmto požadavkům, byl omilostněn a propuštěn jako císařův vazal.

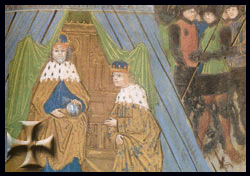
Renaud se klaní císaři (středověká iluminace)

O několik dní později dorazil Balduin III. a 12. dubna 1159, o velikonoční neděli, bylo uspořádáno velkolepé slavnostní procesí, při němž Manuel, doprovázený byzantskými vojáky, triumfálně vstoupil do Antiochie. Renaud kráčející vedle jedoucího Manuela vedl císařova koně ulicemi města. S určitým odstupem za nimi jel na koni Balduin, postrádající insignie královského majestátu. Po několika týdnech trvajícím pobytu, během něhož se zúčastnil i rytířského turnaje, opustil Manuel v květnu Antiochii. Očekávané tažení proti Aleppu bylo však brzy přerušeno, jelikož Núr ad-Dín, vládce Sýrie, prostřednictvím svých vyslanců přislíbil propustit 6000 křesťanských vězňů, z nichž velkou část tvořili Němci zajatí v průběhu druhé křížové výpravy. Moderní historikové v této souvislosti upozorňují na to, že Manuelovo tažení nepřineslo žádné podstatné zisky. Zdá se ale, že císař neměl valný zájem zbavovat křižácké státy jejich nepřítele, protože loajalita křižáků vůči Byzantincům trvala jen, pokud se cítili ohrožení. Spokojený s výsledkem, vydal se Manuel na zpáteční cestu do Konstantinopole, při níž bylo byzantské vojsko přepadeno Turky. I přes to přivodili Byzantinci útočníkům těžké ztráty a zahnali je z bojiště.

### Italská kampaň

#### Válka s Normany a aliance s papežem
V roce 1147 musel Manuel čelit ambicím normanského krále Rogera II. Sicilského, jehož loďstvo si podmanilo byzantský ostrov Kerkýru. Nato Normané pronikli do Egejského moře a vydrancovali Euboiu a města Korint a Théby, odkud odvlekli místní tkalce hedvábí. Císař shromáždil mocnou flotilu, nicméně dříve než mohl přejít k protiútoku, musel odrazit nájezd Kumánů na Balkáně. V roce 1148 si zajistil spojenectví s Konrádem III. a podporu benátské republiky, jejíž loďstvo přivodilo Rogerovi rychlou porážku. V následujícím roce získal Manuel zpět Kerkýru a připravoval se k útoku proti Normanům. Ještě před tím vyslal Roger flotilu 40 lodí pod velením Jiřího z Antiochie, která doplula až k předměstí Konstantinopole. Manuel se zatím dohodl s Konrádem na společné invazi a rozdělení jižní Itálie a Sicílie. Udržování spojenectví se Svatou říší římskou představovalo hlavní cíl Manuelovy zahraniční politiky, avšak záhy po Konrádově úmrtí se zájmy obou říší začaly postupně rozcházet. Hrozícímu obklíčení se Roger pokusil předejít vyjednáváním s Maďary a Srby, byzantskými protivníky na Balkáně.

Jižní Itálie roku 1112, černou čarou je vyznačen rozsah Sicilského království v roce 1154

Příležitost k obnovení války proti sicilským Normanům se Manuelovi naskytla až po smrti Rogera II. v únoru 1154. Proti Rogerovu nástupci Vilémovi I. Sicilskému vypuklo několik povstání na Sicílii a v Apulii. Tato skutečnost a nezdar Fridricha I. Barbarossy v boji s Normany podnítily Manuela, aby využil nestabilní situace na Apeninském poloostrově. V roce 1155 bylo do Apulie vysláno byzantské vojsko s deseti loďmi a množstvím zlata. Byzantští velitelé Michael Palaiologos a Ioannes Dukas se snažili spojit se s Fridrichem Barbarossou, jehož vojsko dosud pobývalo v Itálii. Římsko-německý císař ale odmítl, jelikož jeho demoralizování muži toužili po návratu zpět do svých domovů na sever od Alp. Přesto s podporou místních vzbouřených baronů vedených Robertem z Bassonville dosáhli byzantští vojáci znatelných úspěchů. Celá jižní Itálie se bouřila proti normanské nadvládě a nezkušenému Vilémovi I. S využitím vojenské síly a peněz se Byzantinci zmocnili řady pevností. Město Bari, které bylo před příchodem Normanů střediskem italského katepanátu, otevřelo své brány císařské armádě, načež nadšení obyvatelé srovnali se zemí normanskou citadelu. Po pádu Bari byla obsazena rovněž města Trani, Giovinazzo, Andria a Brindisi. Vilémovo vojsko sestávající vedle jiných vojáků i z dvou tisíc rytířů utrpělo těžkou porážku.
Povzbuzen úspěchem tažení v Apulii snil Manuel o obnově římské říše i za cenu církevní unie mezi ortodoxními křesťany a katolíky, jež byla proto opětovně předkládána papeži Hadriánovi IV. při vyjednávání o uzavření spojenectví. Pokud existovala šance ke sjednocení církve a k nastolení trvalého smíru s papežem, toto byl patrně nejpříznivější okamžik k jeho zrealizování. Vztahy mezi papeži a jejich normanskými sousedy se vyznačovaly takřka permanentním nepřátelstvím. Navíc ve srovnání se sicilskými Normany představovala „civilizovanější“ východořímská říše pro papeže přijatelnějšího partnera a kromě toho dohoda s Byzantinci by významně upevnila Hadriánův vliv na východní křesťany. Manuel nabídl papežovi velkou sumu peněz na údržbu vojska a žádal vydání třech pobřežních měst výměnou za vypuzení Viléma ze Sicílie. Zároveň se také zavázal zaplatit kurii 5000 liber zlata. Za těchto podmínek byla posléze dojednána aliance mezi Manuelem a Hadriánem.

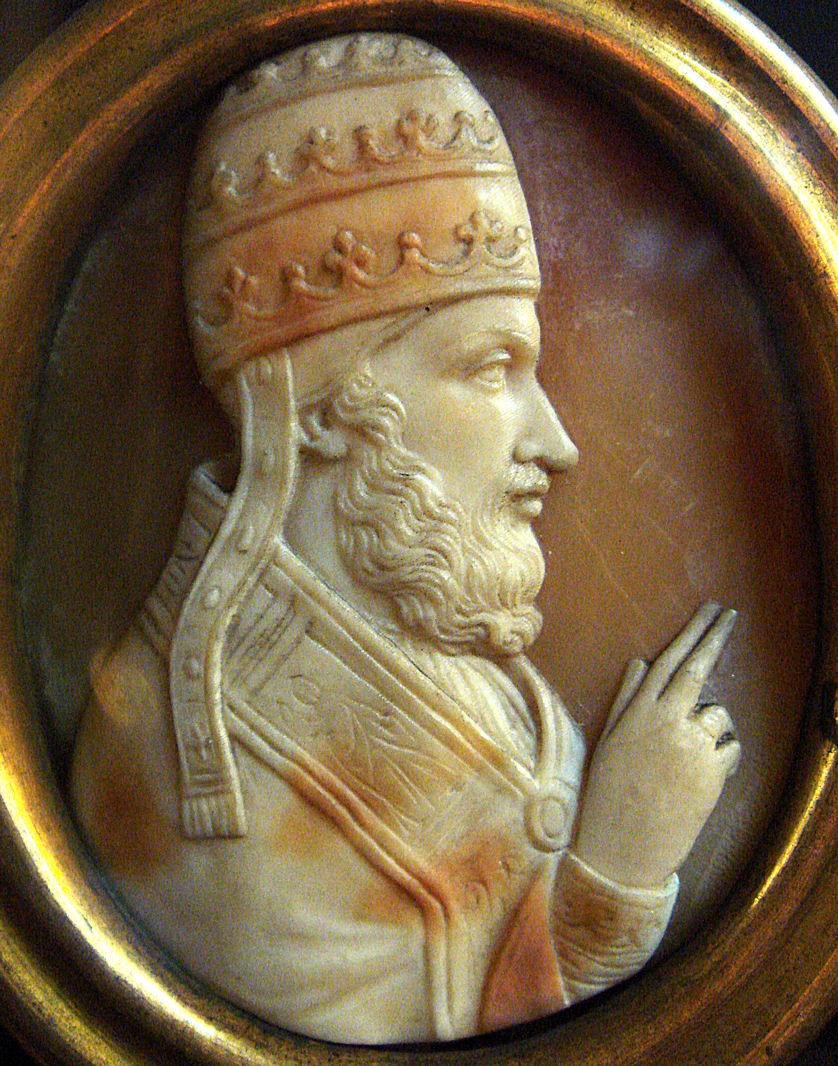
Papež Hadrián IV. vyjednal s Manuelem spojenectví proti normanskému králi Vilémovi I.

Třebaže konflikt s Normany se nyní zdál být rozhodnutý ve prospěch Manuela, průběh událostí brzy nabral opačný vývoj. Byzantský velitel Michael Palaiologos si povýšeným vystupováním znepřátelil dosavadní byzantské spojence, včetně Roberta z Bassonville. Přestože se oba později smířili, tažení pozbylo svoji počáteční razanci. Michael byl povolán do Konstantinopole, čímž bylo vážně poznamenáno další pokračování tažení. Bodem obratu se stala bitva u Brindisi, v níž Normané započali svůj námořní a pozemní protiútok. Žoldnéři najatí za Manuelovo zlato se před zahájením bitvy dožadovali zvýšení své mzdy. Když byli odmítnuti, opustili vojsko a po nich se vytratili i místní baroni. Nepříznivou situaci nezměnilo ani připlutí několika byzantských lodí pod velením Alexia Komnena Bryennia. V květnu 1156 Ioannes Dukas podlehl početně silnějším Normanům v krátkém a krvavém střetnutí, v němž padl do zajetí. Manuel následně vyslal do Ancony, hlavní byzantské základny v Itálii, Alexia Axucha za účelem shromáždění nového vojska. Vilém však už předtím odejmul Byzantincům všechny jejich územní zisky v Apulii a v létě roku 1156 uskutečnilo normanské loďstvo, čítající 164 lodí a osazené 10 000 muži, nájezd na Euboiu a Almyru. Porážka u Brindisi definitivně ukončila naděje Byzantinců na obnovení jejich vlády na Apeninském poloostrově, neboť Hadrián byl v důsledku této bitvy nucen uznat Vilémův nárok na jižní Itálii. V roce 1158 uzavřel Alexios Axuch s Vilémem mírovou smlouvu, načež byzantské vojsko opustilo Itálii a již nikdy se na Apeninský poloostrov nevrátilo.

#### Ztroskotání církevní unie
Během italského tažení a boje římské kurie s Fridrichem Barbarossou, se Manuel pokusil získat papeže pro návrh církevní unie mezi Východem a Západem. Ačkoli v roce 1155 vyjádřil papež Hadrián svoji ochotu ke znovusjednocení katolíků a ortodoxních křesťanů, papežsko-byzantské spojenectví naráželo na nezdolné překážky. Hadrián IV. a jeho nástupci vyžadovali uznání vztažení své náboženské moci na všechny křesťany, čímž by si zajistili nadřazené postavení vůči byzantskému císaři. Nebyli tudíž ochotni pouze vyměnit svoji stávající závislost na vládci Svaté říše římské za závislost na byzantském panovníkovi. Naproti tomu Manuel chtěl, aby byla uznána jeho vláda na Západě. Takové podmínky nebyly ovšem akceptovatelné pro žádnou stranu. Dokonce i kdyby tak prolatinsky smýšlející císař, jakým byl Manuel, přistoupil na tyto požadavky, řečtí obyvatelé Byzance by unii tohoto druhu nikdy nepřijali, což se potvrdilo o téměř tři sta let později, kdy byly ortodoxní a katolická církev po krátkou dobu sjednoceny pod papežem. Navzdory císařově náklonnosti ke katolické církvi a přátelským vztahům se všemi papeži nebyl Manuel žádným z nich obdařen titulem augustus. Třebaže v letech 1167 a 1169 vyslal k Alexandrovi III. dvakrát své emisary s nabídkou unie, papež pokaždé odmítl s odůvodněním, že její vytvoření by přivodilo řadu problémů. Jakákoli dohoda se nakonec ukázala jako nemožná a křesťané zůstali nadále rozdělení.
Celá Manuelova italská politika přinesla říši jen skromné zisky. Město Ancona se přijetím císaře za svého suveréna stalo opěrným bodem Byzantinců v Itálii. Sicilští Normané byli vážně otřeseni a po zbývající část Manuelovy vlády zachovávali mír. Byzanc prokázala svou schopnost zasahovat do záležitostí na Apeninském poloostrově, nicméně i přes vynaložené obrovské množství zlata a diplomatickou aktivitu se jasně ukázaly meze byzantských možností. Náklady Manuelova angažování se v Itálii připravily císařskou pokladnu o velkou sumu peněz (pravděpodobně více než 2 miliony hyperpyrů neboli 30 000 liber zlata), avšak dosažené výsledky byly jen nepatrné.

#### Další vývoj

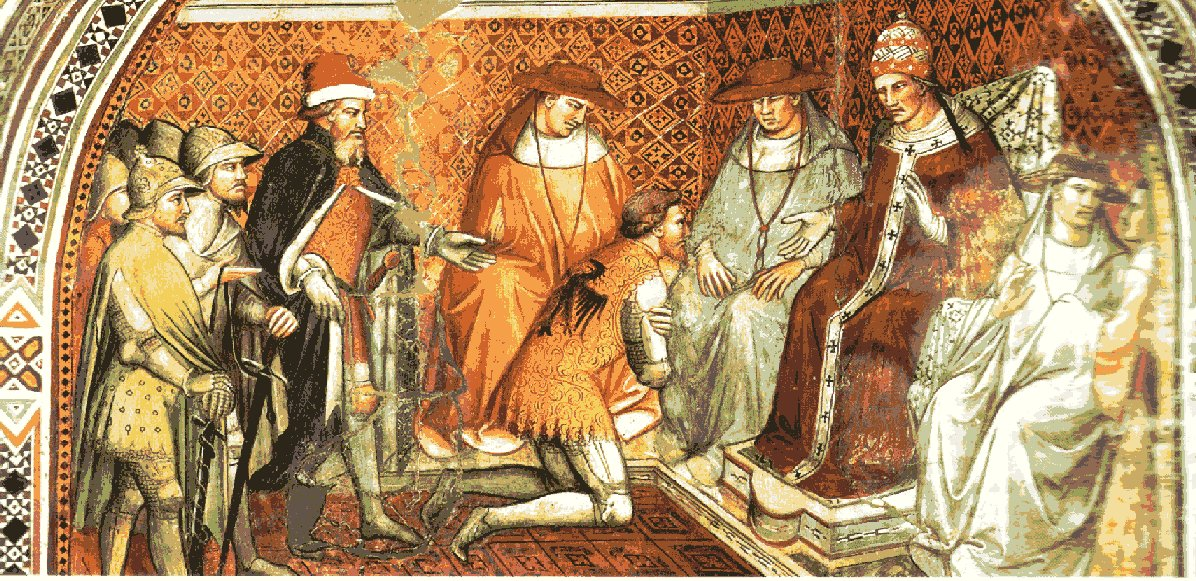
Freska znázorňující Fridricha Barbarossu, jenž se po porážce v bitvě u Legnana podvoluje papeži Alexandrovi III.

Po roce 1158 prošla byzantská politika v Itálii zásadní změnou. Manuel byl odhodlán zamezit snahám Fridricha Barbarossy o ovládnutí celé Itálie a po vypuknutí války mezi Fridrichem a severoitalskými městy aktivně podporoval lombardskou ligu poskytováním finančních prostředků. Hradby Milána, zničené Němci, byly obnoveny s vydatným přispěním byzantského císaře. Fridrichova porážka v bitvě u Legnana v květnu 1176 zdánlivě posílila byzantské postavení v Itálii, neboť Cremona, Pavie a některá další „ligurská“ města přešly podle Kinnama na stranu Manuela. Jeho soupeření s Fridrichem fakticky skončilo v následujícím roce, kdy Fridrich souhlasil s uznáním papeže Alexandra III. a v Benátkách uzavřel příměří s lombardskou ligou a Vilémem II. Sicilským.
Na počátku sedmdesátých let Benátčané pozorovali se vzrůstajícím znepokojením udělování výsad jejich konkurenci z Janova, Pisy a Amalfi, čímž se Manuel snažil podkopat přednostní obchodní postavení Benátčanů v byzantské říši. Na počátku roku 1171 bylo janovské osídlení v Galatě, čtvrti ležící na protilehlém břehu Zlatého rohu, napadeno a z velké části zničeno. Manuel využil této události jako vítané záminky k zásahu proti Benátčanům a 12. března 1171 nařídil uvěznit všech 20 000 benátských občanů na byzantském území a konfiskaci jejich lodí a majetku. V reakci na to vyplula z benátské laguny flotila 120 lodí směřujících do Egejského moře. Během vyčkávání výsledku vyjednávání s Byzantinci se však na palubách přeplněných lodí rozmohl mor, jenž zahubil velký počet námořníků. Benátčané pronásledovaní byzantským loďstvem byli nuceni vrátit se zpět, aniž by dosáhli nějakého úspěchu. Diplomatické vztahy mezi Byzancí a Benátkami nebyly obnoveny po dobu trvání Manuelova života.

### Balkán
Manuel vynaložil značné úsilí, aby zachoval v nezmenšené míře územní zisky na Balkáně z doby výbojů Basileia II. Neklidné poměry na balkánské hranici odváděly Manuelovu pozornost od jeho hlavního cíle, který představovala snaha o podrobení sicilských Normanů. Třebaže vztahy se Srby a Uherskem setrvávaly od roku 1129 na dobré úrovni, vpád Rogera II. Sicilského na byzantské území v roce 1149 podnítil vzpouru srbského knížectví Rašky. Manuelův příchod sice přiměl tamějšího vládce Uroše II. k útěku do hor, přesto již v dalším roce se Srbové znovu postavili proti Byzanci. Podpory se jim při tom dostalo z Uherska, jehož králem byl Gejza II. Po vítězství nad Srby proto Byzantinci napadli Srem, pás země mezi řekami Dunajem a Sávou, a porazili rovněž Maďary, načež Gejza požádal o mír. V roce 1153 se však nepřátelství mezi Manuelem a Gejzou opět rozhořelo, přičemž Byzantinci uskutečnili nové tažení proti Srbům. Zhruba v téže době ustavil Manuel svého bratrance Andronika Komnena velitelem provincie Braničevo a Niš. Andronikos začal ovšem záhy osnovat spiknutí proti císaři, když tajně vyjednával s Gejzou. Komplot byl prozrazen a Andronikos byl vsazen do vězení, čehož Maďaři využili k obležení Braničeva. Poté, co se doslechli o příchodu byzantského vojska, stáhli se k Bělehradu, kde s Byzantinci svedli velice krvavou a nerozhodnou bitvu. Zimu 1154 až 1155 strávil Manuel ve městě Stara Zagora, následně vytáhl znovu k Dunaji a přistoupil na Gejzovy mírové návrhy.

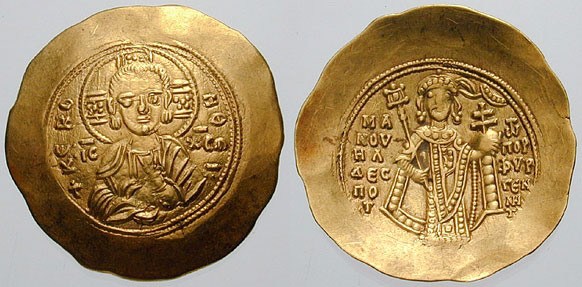
Hyperpyron vyražený za Manuela Komnena, na přední straně je znázorněn Kristus, na zadní císař

Po Gejzově smrti v roce 1162 nastoupil na uherský trůn jeho nezletilý syn Štěpán III. Manuel brzy poté vytáhl k dunajské hranici do blízkosti Braničeva a Bělehradu, neboť chtěl v Uhrách dosadit sobě více nakloněného panovníka, jímž měl být Štěpán IV., manžel Manuelovy neteře Marie Komneny. Podle dohody, jíž posléze Štěpán III. a Manuel uzavřeli, byl králův mladší bratr Béla vzat do Konstantinopole a území Sremu a Dalmácie byla postoupena Byzanci, neboť se v budoucnu měla stát Bélovou doménou. Manuel se mezitím musel vypořádat s novou vzpourou Srbů. Štěpán zanedlouho v rozporu s ujednáním obsadil Srem, což Manuela přinutilo překročit Dunaj. Na počátku roku 1165 se císař osobně podílel na obléhání pevnosti Zeugminon (dnešní Zemun), jež byla po své kapitulaci obsazena Byzantinci. V témže roce byl sesazen Desa, vládce Rašky a třetí syn Uroše II., zároveň Ioannes Dukas dobyl Dalmácii.
V dalším roce přitáhli Maďaři k Sirmiu (Sremska Mitrovica) a obrátili Byzantince na útěk. Manuel proti nim vyslal dvě vojska, která pronikla na uherské území a zmocnila se bohaté válečné kořisti. V roce 1167 pověřil Manuel velením Andronika Kontostefana, který vedl proti Maďarům vojsko čítající 25 000 mužů. Byzantský vojevůdce dosáhl drtivého vítězství v bitvě u Sirmia, což Manuelovi umožnilo sjednat se Štěpánem velmi příznivou mírovou smlouvu, na základě níž Štěpán uznal byzantskou kontrolu nad Sremem, Bosnou a Dalmácií. Kolem roku 1168 se tak celé východní pobřeží Jadranu nacházelo v Manuelově moci. Ačkoli po vítězství u Sirmia již Uhersko nepředstavovalo pro Byzanc vážnou hrozbu, Srbové vedení Štěpánem Nemanjou, novým vládcem Rašky, vytrvávali ve svém odporu. V roce 1172 byl Nemanja zajat a odveden do Konstantinopole, kde musel snést pokořující zacházení ze strany Manuela.

#### Despota Alexios
V roce 1164 byl uherský princ Béla poslán na konstantinopolský dvůr. Protože Manuel dosud neměl vlastního mužského potomka, zamýšlel oženit mladého prince se svojí dcerou Marií a učinit ho svým nástupcem, čímž by bylo zabezpečeno spojenectví mezi Uherskem a Byzancí. Béla přijal v Konstantinopoli jméno Alexios a obdržel titul despoty (despotes), který byl až do té doby vyhrazen samotným císařům. V důsledku dvou neočekávaných událostí však došlo k zásadní změně poměrů. V roce 1169 Manuelovi porodila jeho mladá manželka Marie syna Alexia a Béla tak ztratil status dědice byzantského trůnu. O tři roky později zemřel král Štěpán, aniž by zanechal nástupce, načež se Béla vrátil do Uherska a chopil královského titulu. Před tím, než opustil Konstantinopol, složil přísahu, v níž se Manuelovi zavázal, že bude vždy poslušný jeho zájmů. Své slovo dodržel a po dobu Manuelova života se nikdy nepokusil získat Dalmácii, která mu byla původně přislíbena.

### Vztahy s Kyjevskou Rusí
Manuel se s využitím diplomatických prostředků pokusil zapojit do protiuherské aliance ruská knížectví, což vedlo k rozdělení ruských knížat na stoupence probyzantské a protibyzantské politiky. Koncem čtyřicátých let 12. století se o vedoucí postavení na Rusi ucházela celkem tři knížata: Izjaslav II. Kyjevský byl spřízněný s Gejzou II. a vystupoval proto nepřátelsky vůči Byzanci, suzdalský kníže Jurij Dolgorukij byl Manuelovým spojencem a Vladimirko z Haliče je zmiňován jako byzantský vazal. Halič se rozkládala severně a severovýchodně od Uher a v nastalém byzantsko-uherském konfliktu jí tudíž příslušela strategicky důležitá pozice. Poté, co Izjaslav a Vladimirko zemřeli, ovládl Jurij Dolgorukij Kyjev, zatímco Jaroslav, nový vládce Haliče, se odklonil od otcovy politiky a zaujal prouherský postoj.
V letech 1164 až 1165 unikl Manuelův bratranec Andronikos ze svého vězení v Konstantinopoli a uprchl na dvůr Jaroslava Haličského. Jelikož se dalo očekávat, že vládci Uher a Haliče budou podporovat Andronikovy snahy o uzurpaci Manuelova trůnu, vyvinuli Byzantinci nevídané diplomatické úsilí, aby zabránili této nepříznivé vyhlídce. Manuel udělil Andronikovi milost a přesvědčil ho k návratu do Konstantinopole. S kyjevským knížetem Rostislavem byla pak sjednána výhodná smlouva, v rámci níž se kníže zavázal poskytnout říši pomocné vojsko. Jaroslav Haličský přerušil své kontakty s uherským králem a v roce 1165 vstoupil do spojenectví s Manuelem. Jaroslavovy pomoci poté Byzantinci využili při vedení válečné výpravy proti Uhrám v dalším roce, přičemž se jim podařilo proniknout do Sedmihradska.

### Výprava do Egypta

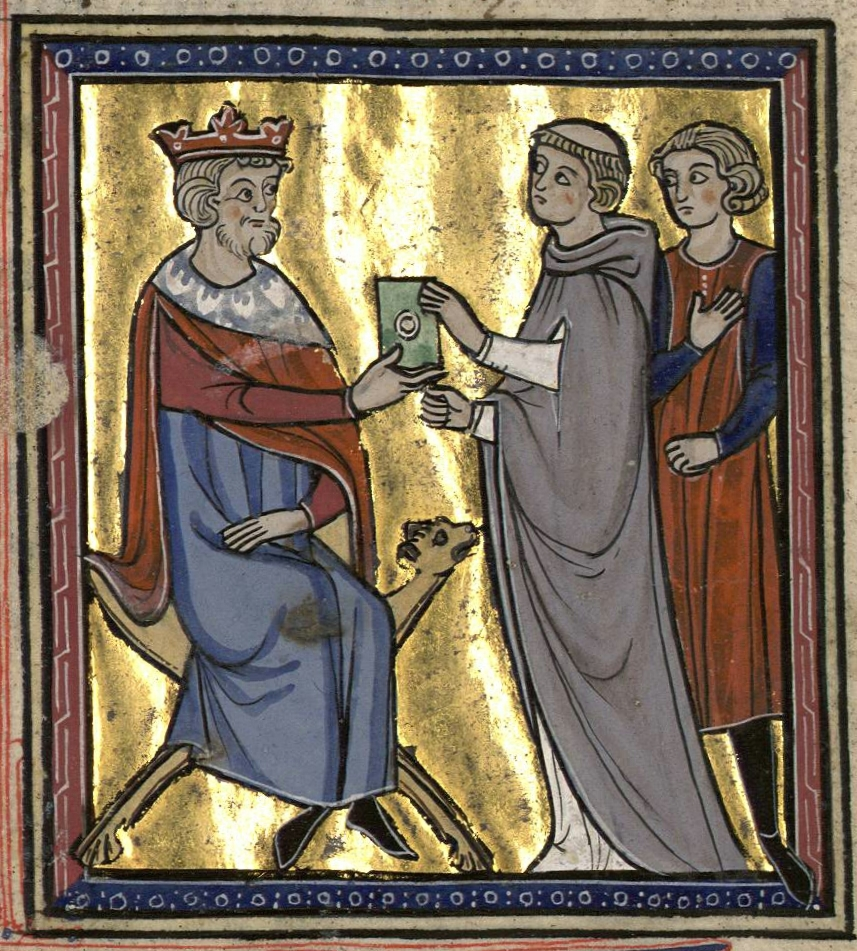
Manuel přijímá posly krále Amalricha (středověká iluminace)

Po celá desetiletí snili křižáčtí vládcové jeruzalémského království o dobytí Egypta, ovšem teprve Amalrich I. disponoval patřičnými vojenskými a finančními prostředky potřebnými k uskutečnění vojenského tažení do údolí Nilu. V zájmu naplnění svých ctižádostivých záměrů se Amalrich nestavěl proti byzantské svrchovanosti nad Antiochií a v roce 1165 vyslal své emisary na byzantský dvůr, aby zde stvrdili spojenectví mezi Byzancí a Jeruzalémem trvající od panování Balduina III. Manuel již dříve utužil své svazky s křižáckými vládci, když se po smrti své první manželky oženil v roce 1161 s výjimečně krásnou Marií z Antiochie, dcerou Raimonda z Poitiers. Diplomatická jednání byla završena dohodou o svatbě Amalricha s Manuelovo praneteří Marií Komnenou, k níž došlo v roce 1167. V dalším roce byla pak uzavřena smlouva o chystaném dobytí Egypta a následném rozdělení země, přičemž Manuelovi měly připadnout pobřežní oblasti, zatímco Amalrich měl obdržet vnitrozemí. Na podzim 1169 odeslal Manuel pro připravované společné tažení námořní síly tvořené 20 velkými válečnými loděmi, 150 galérami a 60 transportními loděmi. Velením nad touto mocnou flotilou byl pověřen admirál (megas dux) Andronikos Kontostefanos, jenž se v Askalonu spojil s Amalrichem. Vilém z Tyru, podílející se na vyjednání aliance, byl zaujat zvláště obrovskými transportními loděmi, jichž bylo užíváno k přepravě jezdectva.

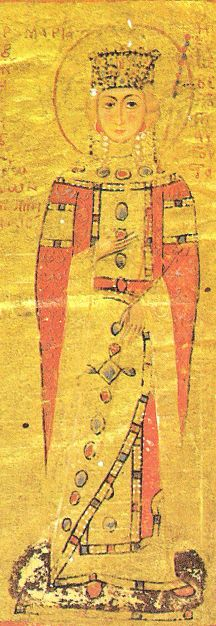
Marie z Antiochie (součást dvojportrétu s Manuelem I. Komnenem)

Útok proti zemi tolik vzdálené od centra říše se může jevit jako velice mimořádný a nejistý podnik. Z hlediska Manuelovy zahraniční politiky byl však tento výboj zcela v souladu s císařovou snahou využívat Latinů k zajištění existence říše. Důvody tohoto tažení a Manuelovy účasti na něm lze lépe pochopit při vnímání celkové mezinárodní situace ve východním Středomoří. Ve střetnutí mezi křižáckými státy a islámskými mocnostmi Předního Východu představovala kontrola Egypta rozhodující prvek k dosažení vítězství. V případě, že by se Egypt vymanil ze své izolace a spojil své síly s muslimy vedenými Núr ad-Dínem, byli by křižáci vážně ohroženi. Úspěšná invaze do Egypta mohla znamenat zásadní posílení rovněž pro byzantskou říši. Egypt byl přes svoji vnitřní nestabilitu velmi bohatou zemí, která až do svého ovládnutí Araby v 7. století dodávala Konstantinopoli veliké množství obilí. Očekávané daňové příjmy plynoucí z Egypta by byly značné i tehdy, kdyby musely být sdíleny s křižáky. V neposlední řadě chtěl Manuel zapojením Amalricha do záležitostí Egypta odpoutat královu pozornost od Antiochie.
Amalrichovo vojsko podporované byzantskou flotilou oblehlo koncem října 1169 přístav Damiettu v deltě Nilu. Křižáci a Byzantinci nebyli ovšem schopni sladit svůj postup, kvůli čemuž dobývání města ztroskotalo. Podle byzantských pramenů se Amalrich nechtěl podělit o kořist z vítězství a protahoval vojenské operace, dokud císařovi vojáci nezačali v důsledku nedostatku zásob strádat hladem. Amalrich potom zahájil útok na hradby, který ale přerušil ihned poté, co s obránci vyjednal příměří. Vilém z Tyru poznamenává, že ani Byzantinci nebyli zcela bez viny na neúspěchu obléhání. Po příchodu zimy se křižácká armáda i byzantská flotila odhodlaly k návratu, během něhož byla polovina byzantských lodí zničena bouří.
Navzdory nezdaru tažení u Damietty a vzájemnému obviňování mezi křižáky a Byzantinci se Amalrich odmítal vzdát svého snu o dobytí Egypta. Nadále tudíž udržoval dobré vztahy s Byzantinci v naději na další společný útok, k němuž ale již nedošlo. Když Egypt padl do rukou Saladina, dorazil v roce 1171 Amalrich osobně do Konstantinopole. Svému hostovi zorganizoval Manuel velkolepé přivítání, jež však ještě více zdůraznilo závislost jeruzalémského království na byzantské říši. Po zbytek Amalrichovy vlády naleželo Jeruzalému postavení byzantského vazala, neboť Manuel vystupoval v roli ochránce Svatých míst. Za účelem nové výpravy do Egypta vyslal císař v roce 1177 do Palestiny flotilu sestávající ze 150 lodí. Nicméně krátce po přistání v Akkonu Byzantinci z důvodu odmítnutí Filipa Flanderského a většiny význačných jeruzalémských šlechticů odpluli zpět do Konstantinopole.

### Kilič Arslán a válka se Seldžuky
V letech 1159 až 1161 podnikl Manuel nejméně jedno vojenské tažení proti Seldžukům v Anatolii. V jeho průběhu Ioannes Kontostefanos porazil Kilič Arslána II., seldžuckého sultána Rúmu, jenž se pak odebral do Konstantinopole, kde se musel poddat císaři. V Konstantinopoli strávil sultán téměř tři měsíce, během nichž byl svým hostitelem zahrnován bohatými dary. Počátkem roku 1162 uzavřel Manuel s Kilič Arslánem mírovou smlouvu, podle níž měl sultán odevzdat Byzantincům řecká města, jež dobyl v uplynulých letech, a dále měl zanechat narušování byzantských hranic. Třebaže Manuel se snažil Kilič Arslána oslnit velkolepostí své moci a získat ho tak na svou stranu, sultán využil míru s Byzantinci k odstranění svých tureckých rivalů a v roce 1173 se dohodl na spojenectví s Núr ad-Dínem. Když Núr ad-Dín následujícího roku zemřel, ztratili v něm Danišmendovci svého ochránce před rozpínavostí rúmského sultanátu. Kilič Arslán se ihned poté zmocnil jejich území a obsadil sídelní město emirátu, Sebasteiu (nynější Sivas). Dva danišmendovští vládci nato uprchli do Konstantinopole, aby požádali Manuela o pomoc. Manuel mezitím intenzivně opevňoval svoji východní hranici. Choniates se zmiňuje o tom, že císař nechal vybudovat pevnosti v oblasti Mýsie, čímž chtěl ochránit své tamější poddané před nájezdy turkických nomádů. Program fortifikace vyvrcholil vztyčením pevností v Dorylaiu (poblíž dnešního Eskişehiru) a Sublaiu ve Frýgii v roce 1175, jež probíhalo pod přímým dohledem samotného Manuela, neboť bylo třeba vytlačit turkické kočovníky z okolních krajů. Turci se uchýlili k taktice spálené země, jíž chtěli zabránit ve výstavbě. Pevnosti byly přesto dokončeny a osazeny posádkou složenou z místních vojáků a latinských žoldnéřů.

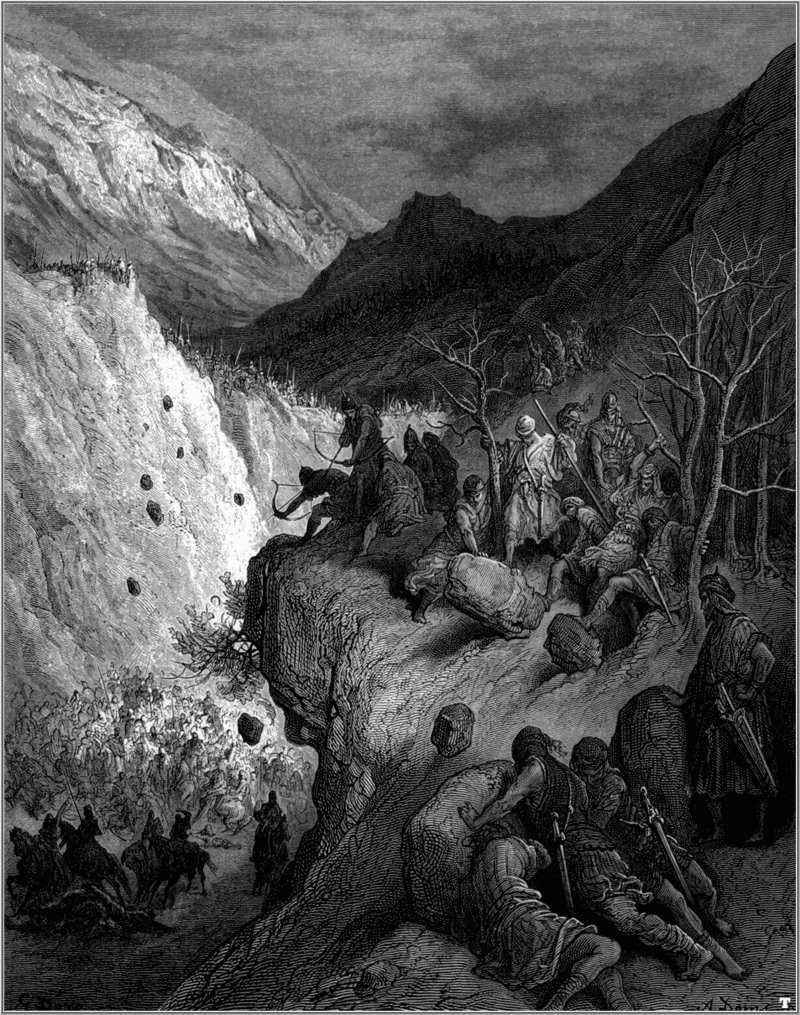
Obraz od Gustava Doré znázorňující turecký přepad v horách Anatolie

Dva roky trvající vyjednávání mezi Manuelem a Kilič Arslánem, jehož předmětem bylo danišmendovské území, skončilo neúspěchem, načež se Manuel rozhodl skoncovat s rúmským sultanátem jednou provždy. Byzantinci shromáždili obrovskou armádu a v létě 1176 vytáhl Manuel v jejím čele proti Ikoniu (Konya), hlavnímu městu Seldžuků. Manuelovo početné avšak těžkopádné vojsko, táhnoucí sebou obrovské obléhací stroje, postupovalo údolím řeky Maiandros, přičemž minulo města Laodikeia (poblíž Denizli) a Chonai. Kilič Arslán se pokusil Manuela zadržet a předložil mu poslední, velkorysou mírovou nabídku. Většina Manuelových zkušených velitelů se vyslovovala pro přijetí tohoto návrhu, nicméně mladší a agresivnější členové dvora přesvědčili císaře k pokračování v tažení.
Během dalšího postupu se přehnaně sebevědomý Manuel dopustil několika vážných taktických chyb, jelikož nevykonal řádný průzkum horského terénu obklopujícího trasu pochodu. Tyto a jiné nedostatky zapříčinily, že císař zavedl své vojsko do úzkého průsmyku Tzibritze poblíž ruin hradu Myriokefalon. Na tomto nevhodném místě byla patnáct kilometrů dlouhá byzantská kolona 17. září 1176 zaskočena nenadálým tureckým přepadem. Císařské vojsko bylo příliš rozptýlené a obklíčené nepřáteli, pročež se bitva u Myriokefala brzy změnila v krveprolití Byzantinců a jejich žoldnéřů. Protože obléhací stroje byly rychle zničeny, dobytí Ikonia už nyní nebylo proveditelné a Manuelovy síly byly tudíž nuceny k ústupu. Podle byzantských pramenů Manuel v průběhu boje podlehl panice a chtěl opustit své muže, ovšem jeho podřízení ho přiměli, aby vytrval v boji.
Za těchto okolností vyslal Kilič Arslán k Manuelovi svého vyjednávače, jehož prostřednictvím nabídl císaři, že se může stáhnout, jestliže pevnosti v Sublaiu a Dorylaiu nechá srovnat se zemí. Sultán měl údajně požadovat také vysokou sumu peněz. Manuel dal strhnout opevnění v Sublaiu, jakmile se však vymanil z bezprostředního nebezpečí, necítil se již být vázán svým slibem v případě Dorylaia, jelikož sultán nedodržel dříve podmínky smlouvy z roku 1162. Myriokefalon představoval pro Manuela vážnou osobní prohru, neboť císař pozbyl naději, že obnoví byzantskou kontrolu nad Anatolií; porážka navíc výrazně oslabila Manuelovu reputaci v očích západního rytířstva. Komnenovští císařové velice usilovali o odčinění důsledků bitvy u Mantzikertu, k níž došlo před 105 lety, ovšem myriokefalonská prohra ukázala, že Byzantinci nejsou s to definitivně porazit Seldžuky, i navzdory všem úspěchům, jichž v boji proti nim dosáhli v předchozích desetiletích.
Bitva u Myriokefala byla často popisována jako katastrofa, v níž byla zničena celá byzantská armáda. Sám Manuel, jenž byl porážkou silně otřesen, přirovnal tuto bitvu k pohromě u Mantzikertu, domníval se totiž, že Myriokefalon završil zkázu započatou u Mantzikertu. Ve skutečnosti ale Manuelův nezdar neměl tak zásadní dopad na byzantské vojsko. Většina ztrát byla způsobena pravému křídlu, jež se skládalo ze spojeneckých kontingentů pod velením Balduina z Antiochie, a zásobovacímu vozatajstvu, které bylo hlavním cílem tureckého útoku. Vlastní byzantské vojsko utrpělo jen omezené škody, o čemž svědčí i vítězství Manuelových vojáků nad Turky, jehož bylo dosaženo v dalším roce. V reakci na Manuelovo porušení dohody přikázal sultán svým jezdcům vyplenit krajinu podél řeky Maiandros až k Egejskému moři. Nato byl Ioannes Vatatzes vyslán císařem, aby turecký nájezd odrazil. Při svém postupu západní Anatolií shromáždil Vatatzes značnou vojenskou sílu, s níž rozdrtil Turky během jejich zpátečního pochodu. Po tomto vítězství se Manuel vypravil osobně do pole proti Turkům, kteří se utábořili jižně od města Kotyaion (dnešní Kütahya), a zahnal je odsud. Andronikos Angelos se v roce 1178 střetl s Turky u města Charax, jeho vojáci byli však nuceni uprchnout. O rok později přispěchal Manuel s menší jízdní jednotkou na pomoc bithýnskému městu Claudiopolis (Bolu), jež bylo obléháno Turky. Ještě v roce 1180 dosáhli Byzantinci nad Turky dalšího vítězství. Přesto se podobně jako po Mantzikertu začala rovnováha sil pozvolna vychylovat ve prospěch Seldžuků. Manuel se již neodvážil zaútočit proti Turkům, kteří po jeho smrti obnovili svůj postup do nitra byzantského území na západě.
Manuel se ke konci své vlády ocitl v mezinárodní izolaci v důsledku spojenectví Fridricha Barbarossy a Kilič Arslána. Byzantskému císaři se nicméně podařilo dojednat manželství mezi svým synem Alexiem a dcerou francouzského krále Ludvíka VII., zatímco svoji dceru Marii nechal provdat za Reniera z Montferratu. Oba obřady se konaly současně v březnu 1180, ovšem sotva několik týdnů později tělesně i duševně vyčerpaný Manuel těžce onemocněl. Během posledních měsíců svého života přenechával císař stále větší vliv dvorním astrologům. Když už bylo zcela nepochybné, že umírá, vyhověl Manuel vytrvalým prosbám patriarchy a astrology vypověděl. Poté odložil insignie císařské moci, oblékl mnišské ošacení a zakrátko zemřel. Manuelovu synovi Alexiovi bylo tehdy jedenáct let a jeho nezletilost se měla brzy ukázat pohromou pro Byzanc. Regentkou se stala Alexiova matka Marie, jež předtím přijala řeholní šat, aby se tak zabránilo jejímu případnému novému sňatku s franským nebo byzantským knížetem.

## Náboženské spory

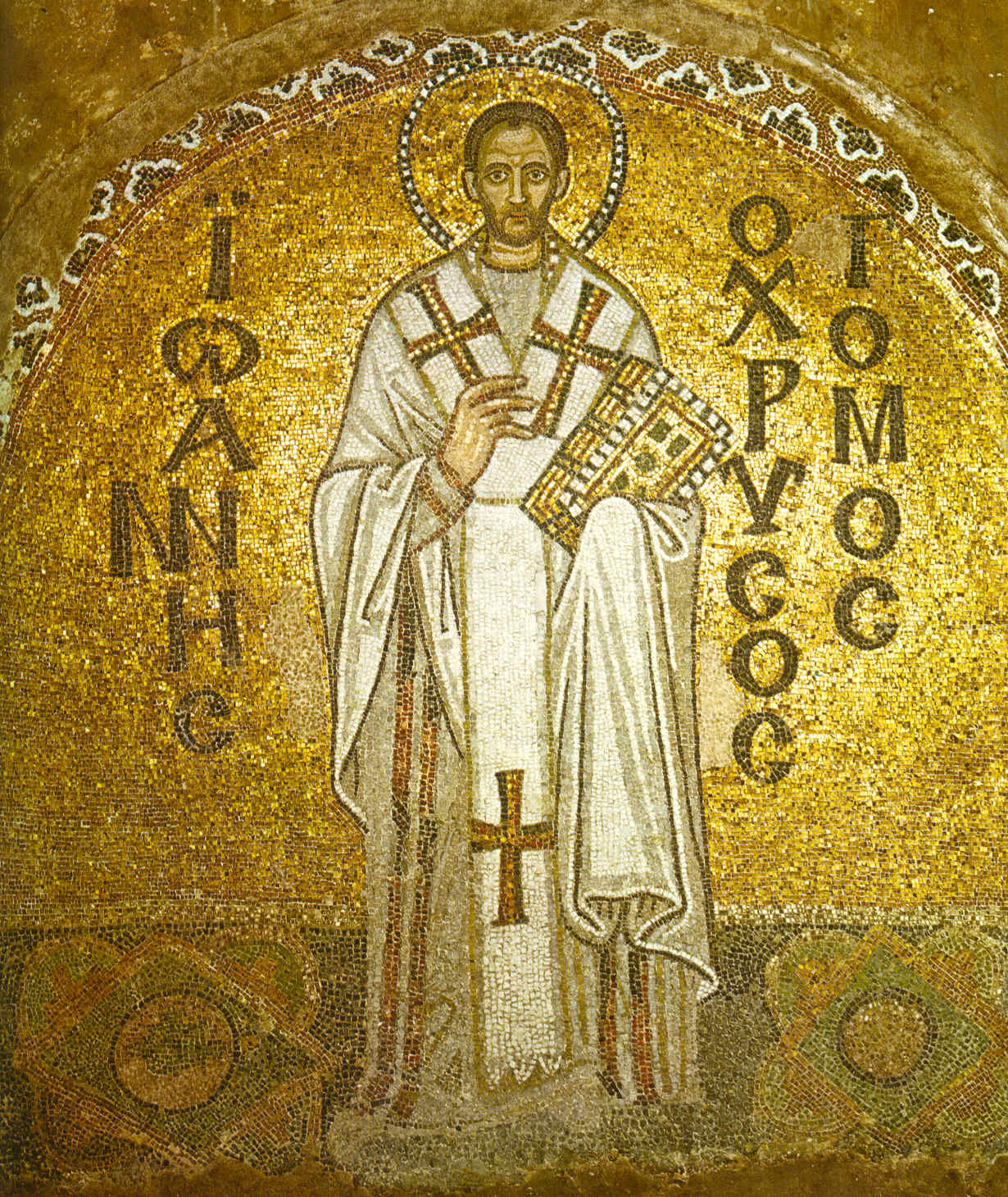
Byzantská mozaika sv. Jana Zlatoústého v Hagii Sofii. Spor z let 1156 až 1157 se vedl o výklad Janovy liturgie pro eucharistii: „Tys Ten, jenž nabízí, je nabízen a přijímá.“

Během Manuelovy vlády došlo k několika zásadním náboženským kontroverzím. V letech 1156 až 1157 vyvstala při interpretaci liturgie Jana Zlatoústého otázka, zda se Kristus nabídl jako oběť pouze Bohu Otci a Duchovi svatému, nebo i Logu (své podstatě, sám sobě). Na synodě konané v Konstantinopoli v roce 1157 byl i přes nesouhlas antiochijského patriarchy přijat kompromis, podle něhož Slovo (Logos) umožnilo tělu předložit Nejsvětější Trojici dvojí oběť.
Zhruba o deset let později vzplál spor o to, jestli Kristus slovy „můj Otec je větší než já“ odkazoval na jeho božskou, nebo lidskou podstatu, či na spojení obou. Demetrios Lampe, byzantský vyslanec právě se vrátivší ze Západu, pokládal tamější způsob, jakým byla tato věta vykládána, totiž že Kristus zaujímal k Bohu Otci podřadnější postavení ve své lidské přirozenosti, avšak stejné ve svém božství, za nesmyslný. Manuel ale usiloval o dosažení církevní unie se Západem a dospěl proto k přesvědčení o přijatelnosti této formulace. S podporou konstantinopolského patriarchy Lukase Chrysobergera prosadil císař svůj názor i na synodě uspořádané v březnu 1166. Těm, kteří se odmítali podvolit závěrům synody, byl zkonfiskován majetek, případně byli posláni do vyhnanství. Politický rozměr této rozepře je dobře patrný ze skutečnosti, že vůdčím představitelem odpůrců císařovy doktríny byl jeho synovec Alexios Kontostefanos.
Třetí kontroverze vypukla v roce 1180, kdy se Manuel zaměřil na formulaci posvátného zřeknutí se víry, jež byla vyžadována od muslimů konvertujících ke křesťanství. Jedna z nejpozoruhodnějších kleteb tohoto zřeknutí zpochybňovala božstvo uctívané prorokem Mohamedem a jeho následovníky:
| „ | A především proklínám Boha Mohamedova, o němž [Mohamed] praví: „On sám je Bůh, Bůh z jednoho pevného, kladivem ukutého kovu; Neplodí a není plozen, není nikoho takového jako Jeho. | “ |

Císař přikázal vymazat tuto kletbu z církevních katechetických spisů, nicméně toto opatření vyvolalo prudký odpor jak ze strany patriarchy, tak biskupů.

## Zahraniční politika
Na počátku svého panování se Manuel rozhodl obnovit převahu byzantské říše v oblasti Středomoří. V době jeho smrti uplynulo 37 let od okamžiku, kdy byl v roce 1143 uprostřed kilické divočiny svým otcem prohlášen za císaře. Po celé toto období byl Manuel zapojen do konfliktů se sousedy říše na všech stranách. Manuelův otec Jan a jeho děd Alexios se pomalu a trpělivě snažili napravovat škody způsobené bitvou u Mantzikertu a jejími následky. Díky jejich vytrvalosti byla říše, jíž Manuel zdědil, silnější a lépe uspořádaná než kdykoli v předcházejících sto letech. Ačkoli je zřejmé, že Manuel plně využil potenciálu říše, panují pochybnosti, jestli dokázal tento potenciál využít k jeho dalšímu rozšíření, pročež vyvstává otázka, zda s ním skutečně naložil nejlépe, jak mohl.

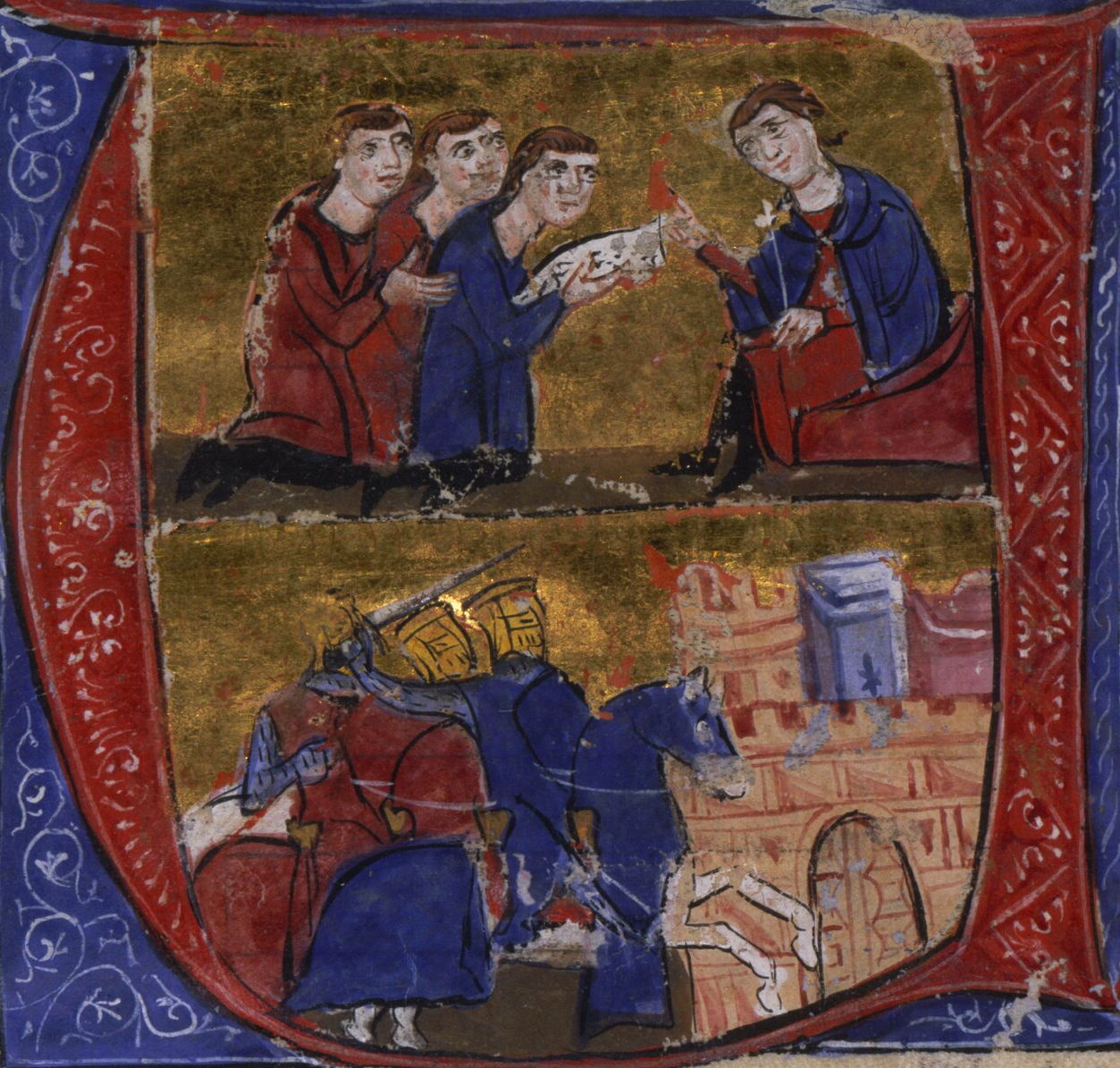
Manuel a vyslanci krále Amalricha, příjezd křižáků k Pelusiu (manuskript z díla Viléma z Tyru)

Manuel se osvědčil jako energický císař, jehož přístup k zahraniční politice byl formován jeho optimistickou a současně nestálou povahou. Do značné míry spoléhal na vytváření přátelských spojeneckých států podél hranic říše, k čemuž všestranně využíval byzantského zlata. Zcela vědomě se opíral o nejvlivnější lokální vládce, jejichž prostřednictvím chtěl zvýraznit svoji neomezenou moc. Zvláště v křižáckých státech si dokázal vybudovat velký vliv, přičemž mu náležela role ochránce místních ortodoxních křesťanů a křesťanských svatých míst. Podílel se zde rovněž na výstavbě a výzdobě bazilik a řeckých klášterů, včetně baziliky Svatého hrobu. Antiochijský kníže a částečně i jeruzalémský král uznávali Manuelovo nadřazené postavení. Nicméně idea vlády nad celým světem (oikumene), jež byla tolik vyzdvihována za panování Jana II., se v soudobých panegyrikech vyskytovala méně často. Je příznačné, že Byzantinci se tehdy už neoznačovali pouze jako „Římané“ (Rhomaioi), nýbrž také jako „Helénové“, čímž se vymezovali vůči „barbarům“, kteří je obklopovali.
I přes svoji vojenskou zdatnost a diplomatickou obratnost realizoval Manuel zamýšlený cíl obnovy byzantské moci jen z menší části. Historikové hodnotí některé z Manuelových záměrů jako nereálné, zvláště tažení do Egypta je chápáno jako doklad neuskutečnitelnosti jeho plánů. Manuelova největší vojenská výprava, jíž bylo nákladné a grandiózní tažení proti Ikoniu, hlavnímu městu rúmského sultanátu, skončila ponižující porážkou. Taktéž císařovo diplomatické úsilí v Itálii zcela ztroskotalo, když papež Alexandr III. uzavřel s Fridrichem Barbarossou mírovou smlouvu v Benátkách. Zásadní nedostatky Manuelovy politiky pak podtrhla porážka u Myriokefala. Podle Edwarda Gibbona nepřinesla Manuelova vítězství říši žádné trvalé nebo prospěšné územní zisky. John Julius Norwich k tomu poznamenává, že kdyby se císař plně soustředil na seldžuckou hrozbu na východě, mohl snad opět nastolit byzantskou nadvládu v Malé Asii. Manuel byl ale příliš uchvácen Západem a proto se střídavě věnoval Itálii, křižáckým státům, Normanům, Uhersku, Srbům a Benátkám. Na válečném poli i diplomatickým postupem dosáhl řady úspěchů, z nichž však nedokázal vytěžit žádný skutečný kapitál.

## Vnitřní politika
Choniates vytýkal Manuelovi zvyšování daní a označoval jeho vládu za období nestřídmosti, neboť finanční prostředky vybrané od poddaných byly vydávány velice marnotratně. Řecké, latinské i orientální prameny se shodují s Choniatem podávaným obrazem císaře, jenž rozmařile utrácel enormní sumy. Manuel nešetřil ve výdajích na armádu, námořnictvo, diplomacii, ceremonie, stavby paláců a podpory svým přátelům a členům komnenovské dynastie. Většina z takto vynaložených prostředků nepřinesla téměř žádný přínos, ohromné množství peněz bylo pohlceno císařovou italskou politikou a udržováním příznivých vztahů s křižáckými státy, vysoké částky si vyžádaly rovněž expedice do Egypta nebo proti Seldžukům. Finanční ztráty byly do určité míry vyvažovány císařovými vojenskými úspěchy, obzvláště na Balkáně, kde Manuel výrazně posunul hranice své říše a zajistil bezpečnost Řecka a Bulharska. Kontroloval nejúrodnější kraje východního Středomoří a při Jaderském moři a navíc klíčové obchodní trasy a přístavy. Válkou s Uherskem získal do své moci pobřeží Dalmácie, bohatou zemědělskou oblast Sremu a obchodní spojení mezi Uhrami a Černým mořem.
Západní provincie se těšily výjimečnému hospodářskému rozkvětu, který započal již za Alexia I. a přetrval až do konce 12. století. Byzanc v komnenovském období byla bohatším a lépe prosperujícím státem než v kterékoli době od vpádu Peršanů za císaře Herakleia. Existují mnohé doklady o čilé výstavbě a o budování nových kostelů i ve velmi vzdálených krajích, které nasvědčují rozšíření blahobytu. Znamenitě se dařilo také obchodu. Odhaduje se, že populace Konstantinopole, největšího obchodního střediska říše, dosahovala během Manuelovy vlády přibližně 100 000 až 500 000 lidí, což z ní činilo největší evropskou metropoli. Hlavní příjem císařské pokladny představoval kommerkion, clo uvalené na všechno zboží dovážené a vyvážené z Konstantinopole. Uvádí se, že každý den vynesl kommerkion kolem 20 000 hyperpyrů. Byzantské hlavní město procházelo bouřlivým rozvojem. Kosmopolitní charakter Konstantinopole dále prohloubil příchod italských kupců a křižáků cestujících do Svaté země. Benátčané, Janované a mnozí jiní zpřístupnili obchodu přístavy v Egejském moři, když dopravovali zboží z křižáckých států v Levantě a z fátimovského Egypta na západ. Námořní obchod měl příznivý vliv na poptávku ve městech v Řecku, Makedonii a na řeckých ostrovech, čímž vytvářel nové zdroje bohatství v těchto převážně zemědělských zemích. Soluň, druhé největší město říše, se stala obchodním centrem celého Balkánu. Výroba hedvábí měla znatelný přínos pro hospodářství Korintu. Komnenovským císařům se tedy podařilo zabezpečit přetrvání Pax Byzantina v těchto klíčových částech říše.

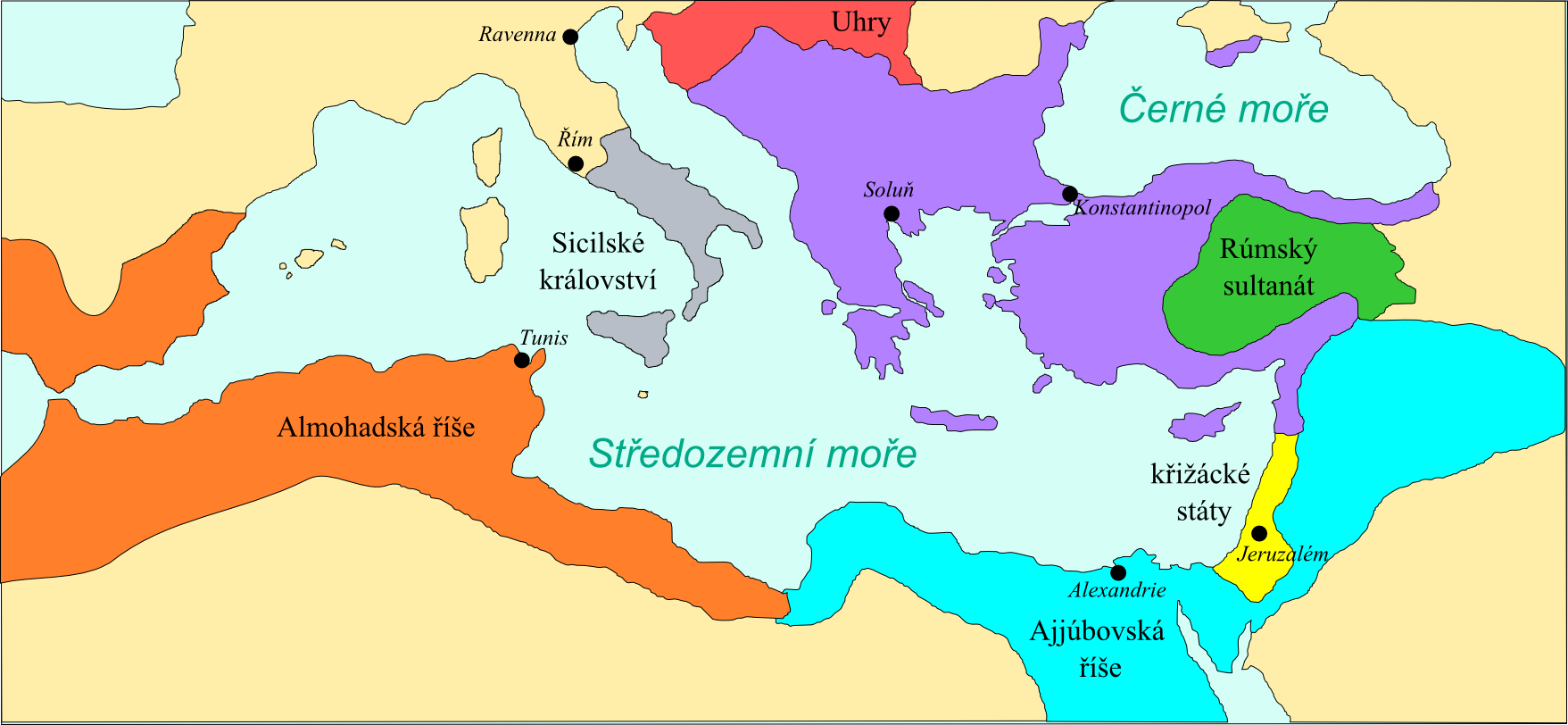
Mapa byzantské říše kolem roku 1180

V oblasti vojenství Manuel navázal na politiku svého otce a usazoval v různých krajích říše válečné zajatce, jimž uložil vojenskou povinnost. Tím zčásti vzkřísil někdejší systém vojáků-rolníků (stratiotai), na němž byla založena obrana říše v předchozích stoletích. Tato opatření se ale pro uspokojení Manuelových ambiciózních cílů ukazovala jako nedostatečná. Císař tudíž najímal stále větší množství žoldnéřů, kteří byli zaopatřováni na úkor byzantského obyvatelstva, vystaveného tvrdému daňovému útisku. V provinciích byl proto Manuel značně neoblíbený. Choniates v této souvislosti kritizoval pokračující šíření poskytování pronií (pronoiai), údělů půdy, z nichž směl jejich držitel vybírat daně a za to byl zavázán k vojenské službě. Mnozí z těch, jimž císař udělil pronie, byli žoldnéři či cizinci, takže třeba Turci zajatí v údolí Maiandru byli usazeni v okolí Soluně. Pronie nesloužily pouze k vydržování vojáků, nýbrž i k zajištění jejich nákladné výstroje a výzbroje, jež se za Manuela stále více přizpůsobovaly propracovanějším západním vzorům.
Císař se netěšil vysoké popularitě ani v samotné Konstantinopoli, jelikož Manuelova fascinace západním uměním a mravy se nesetkávala u jeho poddaných s porozuměním. Obyvatelstvo bylo pobouřeno rovněž tím, že císař projevoval stále větší náklonnost k návštěvám příchozím ze Západu. Výstavba nových domů a paláců byla přednostně svěřována západním stavitelům, což, stejně jako nevázanost typická pro Manuelovo společenské chování, vzbuzovalo nelibost. Manuel navíc reprezentoval výjimečný typ byzantského vládce oslněného západním rytířstvem. Císař pořádal rytířské turnaje a dokonce se jich sám účastnil, avšak tím vyvolával mezi Byzantinci pohoršení. Je na místě podotknout, že vynikal výtečnou tělesnou konstitucí a byzantské prameny často vyzdvihují jeho udatnost a velkou osobní statečnost.

## Hodnocení
Manuelovi dvorní panegyrikové velebili božského císaře a sám Choniates označil Manuela jednu generaci po jeho smrti za nejpožehnanějšího mezi císaři. Velmi pozitivně byl Manuel hodnocen i pozdějšími byzantskými historiky. Ve Francii, Itálii a křižáckých státech byl Manuel vnímán jako nejmocnější soudobý vládce světa. Vilém z Tyru nazval Manuela moudrým a rozvážným panovníkem velkolepé vznešenosti, jenž byl hoden úcty v každém ohledu a ušlechtilým mužem nedostižné energie. Robert z Clari vychvaloval Manuelovu důstojnost, nesmírné bohatství a štědrost. Ze všech císařů z dynastie Komnenovců byl Manuel tím nejnápaditějším. Tehdejší dějepisci popisují Manuela jako neúnavného a velice odvážného vojáka, který byl schopen snášet hlad, žízeň, nepříznivé klimatické podmínky i nedostatek spánku. Edward Gibbon si povšiml pozoruhodného rysu Manuelovy osobnosti, jímž bylo nepravidelné střídání období píle a zahálky, udatnosti a změkčilosti. Ve válce Manuel nedbal o mír, zatímco v míru se jevil nezpůsobilým války.
| „            | Byl schopen jednat se svými nepřáteli s neuvěřitelnou dovedností, stavíc přitom jedny proti druhým, a to vše činil jen proto, aby dosáhl zachování míru a klidu... | “ |
| — Eustathios | |   |

Když Manuel v roce 1180 zemřel, vypadala byzantská říše stále ještě impozantně. Vlivem Alexiova, Janova a Manuelova vojenského a diplomatického úsilí byla Byzanc hospodářsky prosperující mocností se zabezpečenými hranicemi. Přesto se říše, jíž Manuel předal synovi, nacházela v očividně horším stavu, než v jakém ji převzal od otce, neboť čelila riziku vážných problémů. Byzantský dvůr potřeboval ve svém čele vůdce, který by dokázal zachovat jednotu mezi členy rozvětvené dynastie a zabránit vnitřní nestabilitě. Mnozí ze zahraničních nepřátel říše, především seldžučtí Turci, jež Manuel nedokázal zdolat, a sicilští Normané, kteří se mnohokrát neúspěšně pokusili vpadnout do říše, vyčkávali prvního náznaku slabosti Byzantinců, jehož by využili k útoku. Dokonce i ve vztazích s Benátčany, nejdůležitějšími západními spojenci Byzance, převažovalo na sklonku Manuelova panování napětí. Četná rozsáhlá tažení si vyžádala množství finančních i lidských zdrojů. Za této situace si říše žádala silného císaře, který by dokázal čelit vnějšímu ohrožení a zkonsolidoval by vyčerpanou císařskou pokladnu. Manuel tak po sobě zanechal nesnadné dědictví, které by srazilo na kolena i odolnější jedince než ty, kteří ho následovali. Alexios II. Komnenos byl dosud nezletilý a neoblíbená regentská vláda jeho latinské matky Marie z Antiochie byla zanedlouho sesazena násilným převratem. Těmito zmatky byla oslabena kontinuita a soudržnost komnenovské dynastie, čímž byla zásadně podlomena síla byzantského státu.